# Pietro Vigilio Thun

Pietro Michele Vigilio Thun und Hohenstein (Trento, 13 de dezembro de 1724 - Thun, 17 de janeiro de 1800) foi príncipe-bispo de Trento desde 1776 até sua morte. Foi de fato o último a governar o principado episcopal, que foi abolido em 1803.

## Biografia
Membro da nobre família Thun, estudou retórica em Trento e direito e teologia na Academia dos Nobres Eclesiásticos em Roma. Em 1738, Pietro Vigilio entrou no capítulo da Catedral de Trento, do qual em 1749 ele se tornou arquidiácono. Foi ordenado padre em 24 de maio de 1755. Em 1763, ele era candidato ao cargo de príncipe-bispo, mas Cristoforo Sizzo era o preferido. Com a morte deste último, Thun foi eleito seu sucessor. 
Indicado em 29 de maio de 1776 e confirmado em 16 de setembro, foi consagrado bispo em 30 de novembro de 1776 pelo bispo de Feltre, Andrea Minucci, na Catedral de Trento. Em 24 de julho de 1777, Thun assinou um tratado com Maria Teresa da Áustria, com a qual o Principado renunciou parte de sua autonomia. Em 1779, ele transformou a Abadia de San Lorenzo - que havia sido fechada no ano anterior - em uma prisão. Ele encomendou Francesco Vigilio Barbacovi para elaborar um novo código judicial, que entrou em vigor em 1788. 
Em 1796, Trento foi invadido pelas tropas napoleônicas. No entanto, Thun já se refugiara em Passau, estabelecendo uma regência capitular confiada a Sigismondo Antonio Manci, Giovanni Francesco Spaur e Ferdinando Taxis. Thun morreu no castelo de sua família em Vigo di Ton, em 17 de janeiro de 1800. No ano seguinte, o Tratado de Lunéville estabeleceu a secularização e anexação do principado à Áustria, que ocorreu em 1803. 